# Plinia cauliflora
Plinia cauliflora neboli jabuticaba (ʒabutʃiˈkabɐ), také psáno jaboticaba, je ovocná dřevina z čeledi myrtovitých rostoucí od východní a jihovýchodní Brazílie po Argentinu a Paraguay a Bolívii. Je to keř nebo strom často s více kmínky, vždyzelený, pomalu rostoucí a vysoký v dospělosti 6–10 metrů, zřídka o něco vyšší. Hladká kůra je šupinatá a oranžově hnědá až našedlá. Jednoduché kožovité listy s krátkou stopkou jsou dlouhé až 4–8 cm, vejčité až eliptické a lehce zašpičatělé.
Jabuticaba vytváří malá květenství na kmeni nebo větvích. Z nich pak vznikají malé, kulaté, černo-fialové a hladké bobule s pevnou načernalou a lesklou slupkou, velké asi 1,5–3,5 centimetru. Obsahují 1–4 semena a na špičce mají zbytky květního kalichu. Mírně průsvitná dužnina je bělavá, šťavnatá a želatinová. Plody lze konzumovat syrové, zpracované na želé, sirupy, likéry a džemy nebo kvašené na silné víno. Plody mohou začít kvasit již 3 až 4 dny po sklizni, vzhledem ke krátké trvanlivosti je čerstvá jabuticaba na trzích mimo oblasti pěstování vzácná.

## Pěstování
Jabuticaba se v Brazílii pěstuje již od předkolumbovských dob. V 21. století se komerčně pěstuje ve střední jižní Brazílii.
Komerční pěstování ovoce na severní polokouli je omezeno spíše pomalým růstem a krátkou trvanlivostí plodů než požadavky stromů na vyšší teploty. Zatímco roubované rostliny mohou plodit za pět let od výsadby, stromy pěstované ze semen začínají plodit za 10 až 20 let.

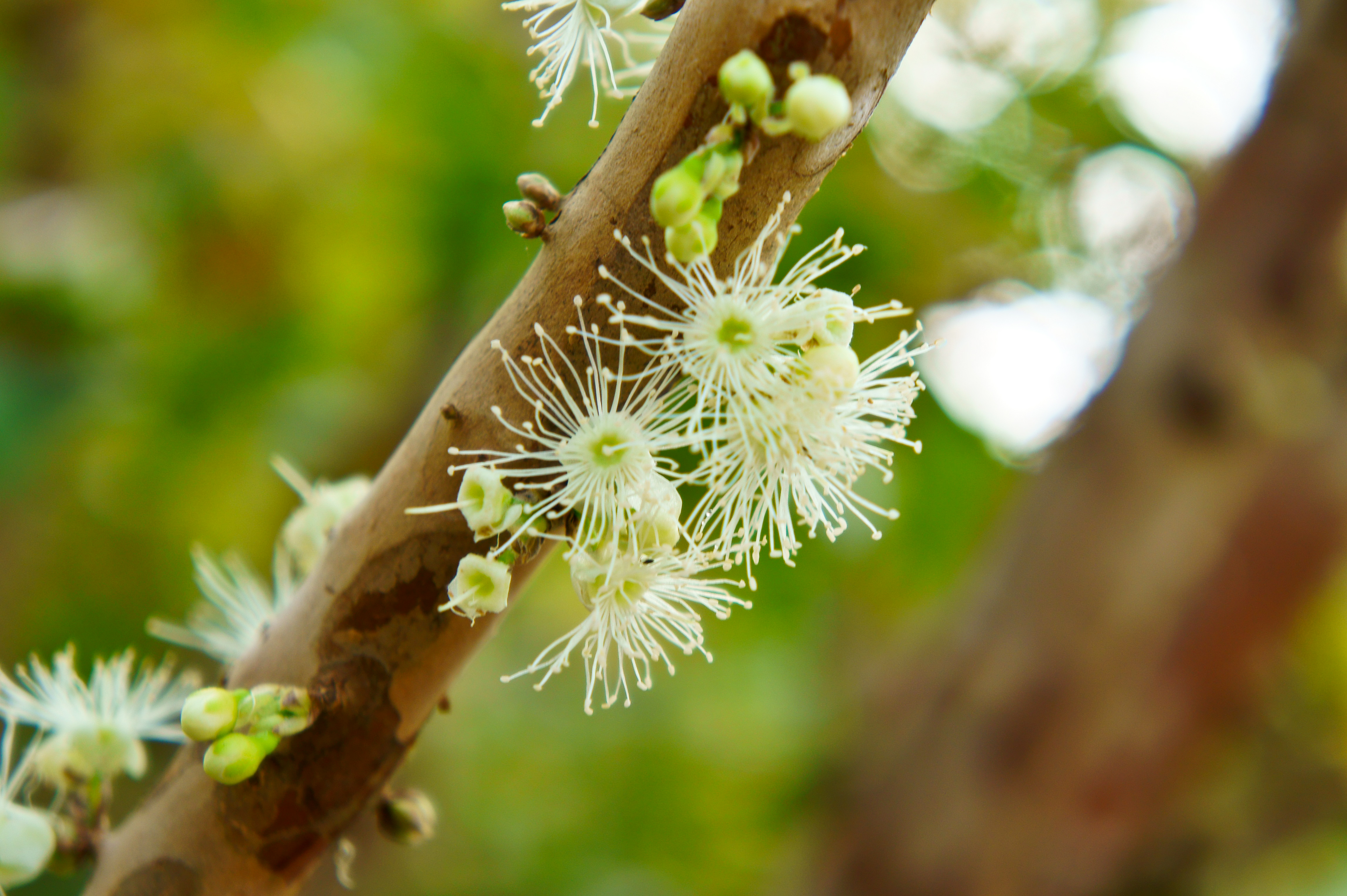
Květy
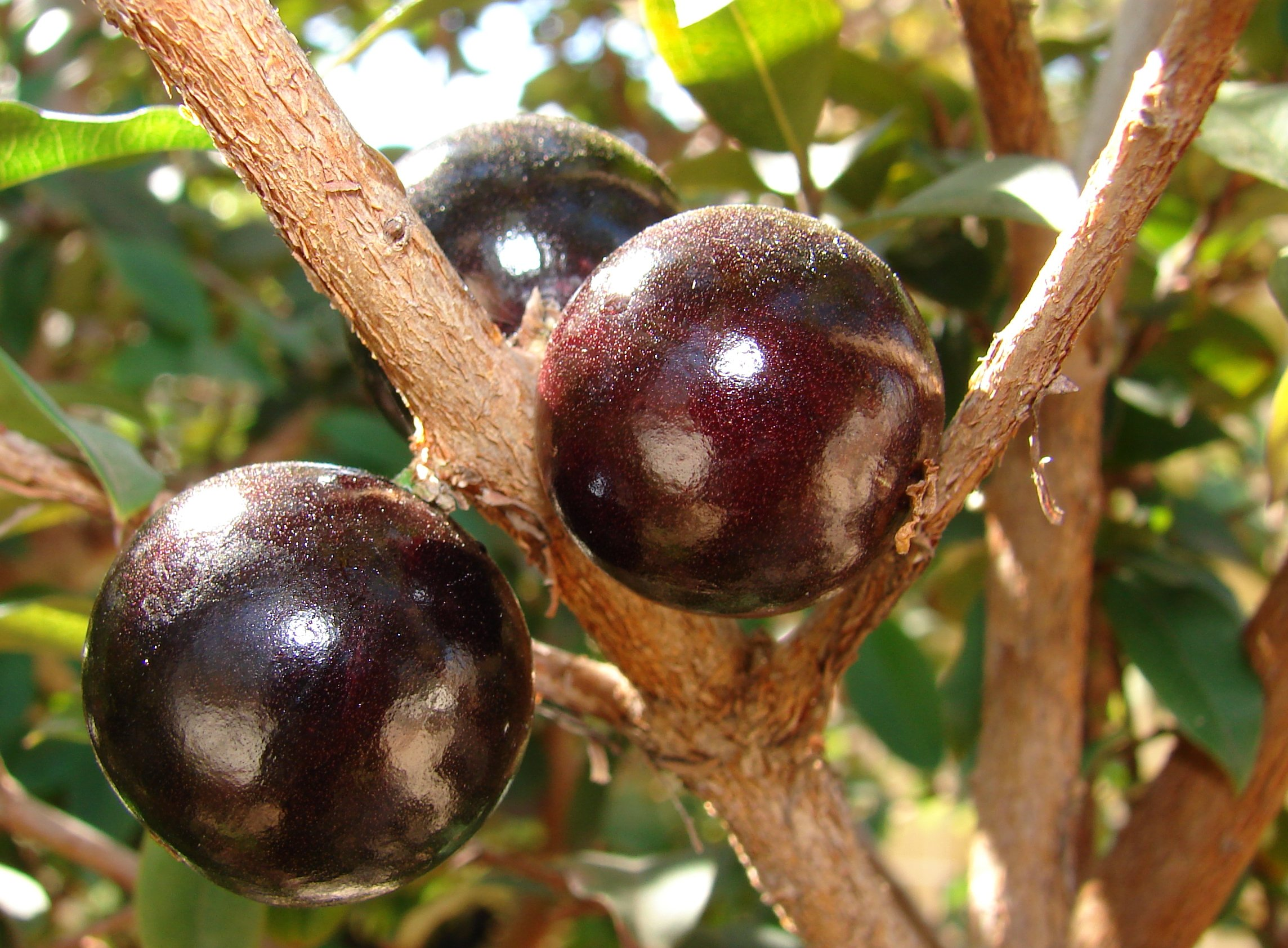
Detail plodů